# J's Journal
J's Journal（ジェイズ・ジャーナル）は、2008年3月30日まで放送されていた、衛星放送SOUND PLANETのラジオ番組。J-WAVEが製作していた。なお、これとは別に、かつて放送していたAcross The Viewのサブタイトルに使用されていたこともあり、本項ではこちらも記述する。

## 概要
通常、この番組を放送しているSOUND PLANETのチャンネルはJ-WAVEの地上波放送をサイマル送信しているが、日曜日深夜（26:00-29:00）は放送機器のメンテナンス等で地上波のJ-WAVEは放送を休止している。本来であればこのチャンネルも放送休止になるのだが、このチャンネルを利用してJ-WAVEの放送を再送信しているコミュニティFM局が多く、その中には日曜深夜も終夜放送を行っている放送局もあるため、番組供給のような形でこの番組を放送している。ある意味裏送りともいえる。
なお、この番組は28:00で終了し、次番組（番組最終回放送時はWAKE UP TOKYO）放送開始となる5:00まではフィラー枠となっていた。

## ナビゲーター
- 中野めぐみ（番組終了時に担当）
- 根食真実（現・YVE）、松下萌子
- 橋澤進一
- 2丁拳銃
- DJ DRAGON、はな

## 放送時間
- 日曜 26:00-28:00（月曜2:00-4:00）

## 番組内容
2008年3月時点
- SHIBUYA ALBUM CHART

番組独自で調べた、渋谷で最も流行っている音楽をチャート形式で紹介
- Meg's PICK UP

## Across The View サブタイトルとしてのJ's Journal
Across The Viewのうち、DJ DRAGONとはなの担当曜日には、J's Journalというサブタイトルが付けられていた。
- 金曜 25:00-27:00（1999年3月まで）
- 月曜 20:00-21:30（1999年4月-1999年9月）

HMV渋谷のサテライトスタジオから放送